# Аника
Аника е женско име, което в България е сравнително ново и слабо разпространено. Представлява скандинавски умалителен вариант на християнското име с еврейски произход Ана (Анна) – едно от най-често срещаните имена в страните с християнски традиции.

## Празнуване
В България се празнува на 9 декември (Св. Анна).